# 木村彩子
木村 彩子（きむら あやこ、1995年11月2日 - ）は、大阪府枚方市出身の日本の女子プロゴルファーである。聖徳大学附属女子高等学校卒業。
10歳でゴルフを始め、中学生時代は仲村満に師事し、現在は南秀樹門下に属する。

## アマチュア時代
聖徳大学附属女子高等学校時代に「千葉県ジュニア選手権競技」（高校女子の部）連覇（2011年、2012年）がある。
2014年度日本女子プロゴルフ協会（LPGA）最終プロテストに進出するも50位タイで不合格。
プロテスト不合格の後は時給1,000円で東京駅近くの中古クラブショップの販売員を務めながら捲土重来を期して練習を積み、2015年に2度目のLPGA最終プロテスト進出を果たし6位タイで合格、LPGA87期生となる。

## プロ戦績
2016年年間獲得賞金ランキング（賞金ランク）95位、2017年賞金ランク99位。
2018シーズンは、QTランキング47位でスタート、その後「第1回リランキング」26位、「第2回リランキング」12位と中盤以降はほぼ出場資格を保持した。最終的にステップ・アップ・ツアー3試合、LPGAツアー27試合に出場、賞金ランク43位で初のシード入り。
2019シーズンは、2月株式会社富山常備薬所属となる。同年は賞金ランク76位で賞金シード入りを逃す。
2020−21シーズンは、2020年「日本女子プロゴルフ選手権大会」では優勝した永峰咲希に1打及ばず、田辺ひかり、イ・ナリと並ぶ2位タイ。
2021年10月のスタンレーレディスゴルフトーナメントで最終日10アンダーで4人が並び渋野日向子、ペ・ソンウ、佐藤心結（当時アマチュア）とプレーオフに進出したが1ホール目で脱落し優勝を逃した。賞金ランク31位で2度目のシード入りを果たした。
2022シーズンは、6月下旬のアース・モンダミンカップにて風が強く吹き、4日間のアンダースコアが6人のみという難コンディションの中、最終日に首位のささきしょうこから6打差の9位でスタートし、上位陣がスコアを落とす中で我慢のゴルフを展開、逆転で念願の初優勝を果たした。

## 人物
木村は少女時代から車好きであり、高級外車「マセラティ・レヴァンテ」を乗りこなす女子プロゴルフ界きってのカーマニアとしても知られる。2022年アース・モンダミンカップの大会前には「優勝出来たら（賞金5,400万円で）BMW（ドイツの高級外車）を購入したい」と語っていた。
パナソニックのカーバッテリー「caos」のアイドリングストップ車用のホームページ『わたしの原動力FILE NO5』に出演中。

## トーナメント優勝

### ツアー優勝

#### JLPGAツアー (1)
| No. | Date          | Tournament               | スコア                | 2位との差 | 2位（タイ）            |
| --- | ------------- | ------------------------ | --------------------- | --------- | ---------------------- |
| 1   | 2022年6月26日 | アース・モンダミンカップ | −4（67-73-75-69=284） | 1打差     | ささきしょうこ西村優菜 |